# Defosforylacja
Defosforylacja – odwracalna reakcja chemiczna będąca przeciwieństwem fosforylacji, katalizowana przez enzymy zaliczane do fosfataz. Polega na odłączeniu reszty fosforanowej od cząsteczki białka (lub innego związku organicznego) w celu jego kowalencyjnej modyfikacji.
Fosforylacja wraz z defosforylacją są istotną strategią regulacyjną metabolizmu.